# Mračin
Mračin je naselje u Republici Hrvatskoj, u sastavu Općine Netretić, Karlovačka županija. 

## Stanovništvo
Prema popisu stanovništva iz 2001. godine, naselje je imalo 296 stanovnika te 102 obiteljskih kućanstava.
| broj stanovnika | 306   | 360   | 390   | 378   | 340   | 374   | 370   | 422   | 570   | 609   | 551   | 523   | 451   | 547   | 296   | 263   | 222   |
|                 | 1857. | 1869. | 1880. | 1890. | 1900. | 1910. | 1921. | 1931. | 1948. | 1953. | 1961. | 1971. | 1981. | 1991. | 2001. | 2011. | 2021. |

## Gospodarstvo
Nekada je poljoprivreda bila žila kucavica ovog kraja, no danas je izgubila na važnosti, sve manje stanovnika bavi se time. Prisutno je nekoliko manjih obiteljskih poljoprovrednih gospodarstava koji se uglavnom bave uzgojem krava, svinjogojstvom, a u posljednje vrijeme i stočarstvom. 
Od gospodarskih djelatnosti, u naselju djeluju sljedeći subjekti:
MAR VED d.o.o - usluge međunarodnog prijevoza robe
DOBRA PRIJEVOZ d.o.o usluge prijevoza putnika u domaćem i inozemnom prometu
TGT Tomičić d.o.o - usluge niskogradnje i najma građevinskih strojeva
enable j.d.o.o - Proizvodnja namještaja za poslovne i prodajne prostore
SINA - MONT obrt za montažu - Instaliranje industrijskih strojeva i opreme
DENY obrt za završne radove u građevinarstvu - ostali završni građevinski radovi

## Zanimljivosti
U naselju Mračinu djeluje vatrogasno društvo DVD Mračin, a mjesto posjeduje i malonogometno igralište na kojem se svake godine održava malonogometni memorijalni turnir "Boško Tomičić". U mjestu se nalaze brojni izvori pitke vode, a u proljeće i jesen, odredište je mnogih gljivara iz Karlovca i okolice. U zadnje vrijeme, Mračin postaje sve atraktivnije mjesto za brojne vikendaše koji žele mir i uživanje u čistoj prirodi.